# Cixius venustula
Cixius venustula är en insektsart som först beskrevs av Ernst Friedrich Germar 1830.  Cixius venustula ingår i släktet Cixius och familjen kilstritar. Inga underarter finns listade i Catalogue of Life.